# Odrører
Odrører (eller Odrærer) er i nordisk mytologi den kedel, som dværgene Fjalar og Galar anvendte til opbevaring af Kvasers blod.